# Senties
Senties és una masia del terme municipal de l'Estany, a la comarca catalana del Moianès. És una obra inclosa a l'Inventari del Patrimoni Arquitectònic de Catalunya. Està situada en el sector oriental del terme, també a l'est del poble de l'Estany, a prop del terme amb Muntanyola. És a l'esquerra de la Riera de Postius, en el vessant de llevant del Serrat del Vilardell i en el sud-est del Serrat de la Creu de Senties.

## Descripció
Mas d'estructura molt irregular, amb molts annexes i moltes fases constructives. S'hi accedeix per un portal d'entrada, adovellat i de mig punt, que tanca el mas i una petita era. L'entrada a la casa es fa per un portal rectangular. Sobresurt de la construcció un cos rectangular de tres plantes, a una vessant, al qual s'ha adossat un altre cos també rectangular, però només de dues plates, on originàriament hi havia una galeria avui tapiada. Al cantó de llevant hi ha altres cossos adossats. Les poques obertures que hi ha estan emmarcades amb grans carreus de pedra picada. Els pedres que formen part de la construcció contenen alguns carreus molt ben tallats, probablement originaris d'una construcció anterior.

## Història
A la casa es conserven dues llindes datades: una porta la inscripció de "Francesc Senties 1838" i una altra "Andreu Santies 1764". La casa és documentada des del segle X(927) en una donació que va fer Allard a l'església de st. Pere de Vic d'una casa i unes terres a la parròquia de St.Feliuet de Terrassola del lloc anomenat "Centes". La nissaga dona monjos al monestir de l'Estany. Josep Senties era canonge el 1320 i Peres Senties el 1410.